# Dasineura triseti
Dasineura triseti är en tvåvingeart som först beskrevs av Barnes 1939.  Dasineura triseti ingår i släktet Dasineura och familjen gallmyggor.
Artens utbredningsområde är Österrike. Inga underarter finns listade i Catalogue of Life.